# Norma dell'Escòla dau Pò
La norma dell'Escolo dòu Po (fr. norme de l'École du Pô; it. norma della Scuola del Po) è una codificazione linguistica, in concorrenza con la norma classica, che fissa l'occitano nella sua varietà cisalpina, vale a dire il vivaro-alpino delle valli occitane del Piemonte. 
Costruita principalmente a partire dalla norma mistraliana, è stata sviluppata nel 1971 dall'associazione Escolo dòu Po, sezione effimera del Felibrige per le Valli occitane. Questa associazione ha avuto una vita breve, ma la sua norma ha continuato ad esistere, nonostante il suo uso sia diventato minoritario rispetto alla norma classica, soprattutto dopo la fine degli anni '90.